# Élection présidentielle américaine de 2020 au Massachusetts
L'élection présidentielle américaine de 2020 au Massachusetts a eu lieu le 3 novembre 2020 comme dans les 50 autres États ainsi que le district de Columbia. Les électeurs Massachusettais choisissent des grands-électeurs pour les représenter dans le collège électoral à travers un vote populaire. L'État de Massachusetts possède 11 grands-électeurs. L'État donne tous ses grands électeurs en faveur de Joe Biden et participe ainsi à la victoire de ce dernier qui deviendra futur président des États-Unis en 2021.

## Résultats
| Candidats et colistiers  | Candidats et colistiers          | Partis      | Vote populaire | Vote populaire | Grands électeurs |
| Candidats et colistiers  | Candidats et colistiers          | Partis      | Voix           | %              | Voix             |
| ------------------------ | -------------------------------- | ----------- | -------------- | -------------- | ---------------- |
|                          | Joe Biden Kamala Harris          | Démocrate   | 2,316,338      | 65.64%         | 11               |
|                          | Donald J. Trump Michael R. Pence | Républicain | 1,148,777      | 32.55%         | 0                |
|                          | Jo Jorgensen Spike Cohen         | Libertarien | 45,782         | 1.30%          | 0                |
|                          | Howie Hawkins Angela Walker      | Vert        | 18,135         | 0.51%          | 0                |
|                          |                                  |             |                |                |                  |
| Total                    | Total                            | Total       | 3529032        | 100            | 11               |
| Abstention               |                                  |             |                |                |                  |
| Inscrits / participation |                                  |             |                |                |                  |

## Analyse
|                                                   | Compté(s) | Pourcentage |
| ------------------------------------------------- | --------- | ----------- |
| Comté le plus démocrate                           | ?         | ?           |
| Comté le moins démocrate                          | ?         | ?           |
| Comté le plus républicain                         | ?         | ?           |
| Comté le moins républicain                        | ?         | ?           |
| Comté(s) démocrate en 2016 et républicain en 2020 | ?         | /           |
| Comté(s) républicain en 2016 et démocrate en 2020 | ?         | /           |